# Drużyna konduktorska
Drużyna konduktorska – zespół pracowników obsługujących pociąg, autobus szynowy lub autobus „drogowy” kolejowej komunikacji autobusowej (zastępczej), w zakresie obowiązków handlowo-przewozowych (odprawa podróżnych) i techniczno-ruchowych.

## Skład drużyn konduktorskich
W skład drużyny konduktorskiej wchodzą:
- kierownik pociągu,
- niezbędna liczba konduktorów,
- w razie potrzeby – konduktor – rozdawca bagażu[1].

Zgodnie z instrukcją ruchu Ir-1 (R-1), regulującą prowadzenie ruchu pociągów na sieci kolejowej zarządzanej przez PKP Polskie Linie Kolejowe:

Pociągi pasażerskie powinny mieć obsadę konduktorską składającą się co najmniej z kierownika pociągu, o ile jego zadania ruchowe nie są wykonywane przez innego pracownika lub przez urządzenia wyposażenia technicznego. Pociągi pasażerskie mogą jeździć bez kierownika pociągu, jeżeli zamykanie drzwi pojazdu kolejowego przy wymianie podróżnych jest zapewnione, a zamknięcie drzwi jest sygnalizowane kierującemu pojazdem kolejowym z napędem za pomocą urządzeń technicznych.

W sytuacji takiej, obowiązki handlowe kierownika pociągu przejmują konduktorzy, natomiast ruchowe – maszynista.
Drużyna bez kierownika pociągu podporządkowana jest poleceniom maszynisty oraz dyspozytora.

## Umiejscowienie członków drużyny w pociągu
Kierownik pociągu w czasie jazdy pociągu powinien przebywać w wagonie lub przedziale służbowym, który przeważnie znajduje się w pierwszym wagonie klasy drugiej licząc od czoła pociągu. Jeżeli nie ma przedziału służbowego (przeważnie w autobusach szynowych i EZT nowej generacji), kierownik pociągu zajmuje pierwsze miejsce za aktualnie czynną kabiną maszynisty. W trakcie wykonywania obowiązków służbowych (np. przeprowadzana kontrola biletów), kierownik pociągu może chwilowo znajdować się w dowolnym miejscu składu.
Konduktorzy powinni znajdować się w wagonach (rejonach) przydzielonych do obsługi przez kierownika pociągu. W czasie postoju pociągu konduktorzy znajdują się przy przydzielonych wagonach.

## Przepisy obowiązujące drużynę konduktorską
Zagadnienia z zakresu techniczno-eksploatacyjnej obsługi pociągów oraz organizacji pracy, które nie są zawarte w innych instrukcjach właściwych dla danego rodzaju zagadnień, bądź przepisach ogólnych (np. instrukcji o prowadzeniu ruchu pociągów Ir-1, instrukcji sygnalizacji Ie-1, ustawie Kodeks pracy) regulują wewnętrzne instrukcje ustalane przez przewoźników.
W przedsiębiorstwie PKP obowiązki drużyny konduktorskiej regulowała instrukcja H-21.